# Syndroom van Lambert-Eaton
Het syndroom van Lambert-Eaton (ook wel Lambert-Eaton myastheen syndroom (LEMS) is een zeldzame auto-immuunziekte die gekenmerkt wordt door antilichamen gericht tegen de presynaptische calciumkanalen in de neuromusculaire overgang. De etiologie van LEMS lijkt op die van myasthenia gravis, er zijn echter duidelijke verschillen tussen beide aandoeningen.
Het aantal nieuwe gevallen (de incidentie) van LEMS per jaar is 0,48 per 1 miljoen mensen. De jaarlijkse prevalentie is 2,32 per 1 miljoen mensen.

## Geschiedenis
Anderson was de eerste persoon die een geval met mogelijke klinische bevindingen van LEMS in 1953 beschreef. Echter, Lambert, Eaton en Rooke waren de eerste artsen die een uitgebreide beschrijving maakten van de klinische en elektrofysiologische bevindingen van de ziekte in 1956.

## Oorzaken
Hoewel LEMS kan worden aangetroffen als een op zichzelf staande aandoening, houdt het in 50% van de gevallen verband met een (opkomende) tumor. Tumoren die geassocieerd worden met LEMS zijn kleincellig longcarcinoom, lymfoom, non-hodgkinlymfoom, T-celleukemie, niet-kleincellig longcarcinoom, prostaatkanker en overgangsperiode cell carcinoma van de blaas. Het myasthene syndroom dat geassocieerd wordt met een thymoom is in werkelijkheid myasthenia gravis, waarbij de spierzwakte verergert bij herhaalde activiteit (dit in tegenstelling tot LEMS, waar de spierzwakte minder wordt bij herhaalde activiteit).
Of de aandoening nu op zichzelf staat of dat hij samenhangt met een tumor, hij is in ieder geval van auto-immune oorsprong. In 1989 werden voor het eerste de antilichamen aangetoond die gericht zijn tegen presynaptische calciumkanalen, die zijn gelegen in de motorische eindplaat (zie synaps) welk verantwoordelijk zijn voor de presynaptische introductie van acetylcholinereceptoren. De antistoffen blokkeren de opening van de calciumkanalen en daarmee het vrijkomen van acetylcholine.
Bij een aantal patiënten zijn geen antilichamen in het serum aangetoond en de precieze oorzaak van de ziekte in deze gevallen moet nog worden vastgesteld. In gevallen dat LEMS aanwezig is samen met een kleincellig longcarcinoom wordt verondersteld dat de antilichamen, die eigenlijk gericht zijn tegen de kankercellen, per ongeluk aan de calciumkanalen binden op de motorische eindplaat.

## Klinische bevindingen
Het belangrijkste klinische kenmerk van LEMS is een progressieve spierzwakte die meestal geen betrekking heeft op de ademhalingspieren en de aangezichtspieren. Patiënten waarbij de ademhalingsspieren en de oogspieren desondanks toch zijn aangetast hebben meestal lichtere verschijnselen in vergelijking met myasthenia gravis patiënten. Een ander verschil met myasthenia gravis is dat LEMS patiënten de meeste last van hun symptomen hebben in de ochtend en dat de spierzwakte gedurende de dag verbetert. Bij myasthenia gravis is dit andersom. Ook kan het trainen van de spieren helpen om de symptomen van de ziekte te verminderen. Bij LEMS worden de proximale spieren van armen en benen het meest aangetast. Veel patiënten hebben ook problemen die gerelateerd zijn aan het autonome zenuwstelsel, zoals een droge mond of impotentie. Vaak zijn de reflexen verminderd of geheel afwezig.

## Behandeling
Als LEMS het gevolg is van een kanker, verbeteren de symptomen veelal als die kanker behandeld wordt.
Voor de behandeling blijvende spierzwakte worden corticosteroïden, azathioprine en 3,4-diaminopyridine gebruikt, maar er is onvoldoende klinisch bewijs voor de werkzaamheid van deze behandeling. 
Ideopatische vormen kunnen behandeld worden door het immuunsysteem te onderdrukken en zo de symptomen te verminderen.
In sommige gevallen van hardnekkige progressieve LEMS wordt plasmaferese toegepast of de toediening van intraveneus immuunglobuline.